# Осьовий скелет
Осьовий скелет — частина скелета хордових тварин і людини, розташована по подовжній осі тіла; служить головною опорою тіла і захищає центральну нервову систему.
Роль осьового скелета тварини виконують хорда і хребет. У ході філогенезу першою з'явилася хорда, потім її замінив хребет.

## Осьовий скелет хребетних
Серед сучасних хребетних мають тільки хорду міксини. Міноги мають над хордою невральні дуги і поперечні відростки хребця, але головні тіла хребців у них відсутні. Серед залишків викопних остракодерм відбитки хребців рідкісні. Можливо, це пояснюється поганою здатністю до скам'яніння, але ймовірніше, що хребці були мало поширеними серед остракодерм. Первинною функцією хребта була підтримка спинного мозку і спинної аорти. Пізніше хребці стали місцем прикріплення м'язів. У чотириногих хребет підтримує тіло і важливий для пересування.